# La geometria del compasso
La geometria del compasso è un trattato di Lorenzo Mascheroni, pubblicato a Pavia nel 1797. Tratta delle costruzioni geometriche da realizzarsi con il solo uso del compasso, escludendo l'altro strumento della geometria classica, ovvero la riga. L'insieme delle dimostrazioni contenute in quest'opera prova il seguente teorema:
« Ogni problema risolvibile con riga e compasso è risolvibile anche con il solo compasso »
I risultati di Mascheroni erano stati preceduti dal danese Jørgen Mohr, che li aveva esposti nel libro Euclides Danicus del 1672. Tale opera, pubblicata solo in danese e olandese, rimase per lo più sconosciuta. Riscoperta per caso in una libreria di Copenaghen nel 1928, fu subito ristampata in facsimile e poi tradotta in altre lingue. L'enunciato sopra riportato viene oggi chiamato quindi con il nome di teorema di Mohr-Mascheroni.

## Scopo dell'opera
Nella scrittura di questa opera, Mascheroni si fa guidare da considerazioni teoriche: ha ben presente che dai tempi della geometria classica, descritta negli Elementi di Euclide, sono stati aggiunti dai matematici molti argomenti, come le coniche, le curve di grado superiore al secondo, ecc.. Viceversa, nella prefazione al suo libro si domanda:
« Non potresti tu ritrocedere dagli Elementi, come da una linea di demarcazione, e cercar qualche cosa rimasta addietro a guisa di trascurata? È egli vero che i problemi elementari d'Euclide siano della più semplice costruzione? O non si potrebbe l'elemento matematico risolvere ne' suoi elementi fondamentali riga e compasso, a guisa di chi ha separata l'acqua in due arie, e qualche aria pure stimata semplice, in due sostanze? A questo punto m'avvidi, che non potendosi far uso della riga sola se non per condurre una retta; si poteva però forse far uso del solo compasso non solo per descrivere solamente un cerchio, o un arco di esso; ma descrivendone più con più centri, e con diverse aperture, trovare per via delle loro sezioni mutue più punti, che fossero utili, e appunto i cercati di posizione di qualche problema. »
Il secondo scopo che si prefigge Mascheroni nel pubblicare La geometria del compasso è rendere più facile e precisa la costruzione di apparecchiature di precisione, come i quadranti degli strumenti astronomici. Come spiega egli stesso, sempre nella prefazione al suo libro:
« Per accennare i vantaggi, che ha il compasso sopra la riga, qualora si tratti di una descrizione precisa di linee, che non debbano temere l'esame del microscopio, basta avvertire, che trattandosi specialmente d'una riga alquanto lunga, è quasi impossibile ch'ella sia così diritta, che ne garantisca per tutto il suo tratto della posizione a luogo de' punti, che in essa sono. E sia pur essa rettissima. Sanno i pratici, che il dovere strisciare lungo essa colla punta che segna, porta seco una incertezza di parallelismo nel moto dell'asse di questa punta, o di perfetto adattamento allo spigolo, che rende spesso inutile la sua massima precisione. A queste due difficoltà non va soggetto il compasso. Qualora esso sia fermo nell'apertura, e finissimo nelle punte; centratane una immobilmente, il che non è difficile, l'altra scorrendo segna da sé un arco così preciso ed esatto, che nulla più. »
In tutte le sue costruzioni geometriche, Mascheroni sceglie quindi di determinare i punti necessari usando, fra riga e compasso, solo quello strumento che garantisce la maggiore precisione possibile: i punti saranno sempre ottenuti come intersezioni fra archi di cerchio tracciati con il compasso. I tratti rettilinei necessari al completamento del disegno dovranno ovviamente essere tracciati con una riga; ma non avendo tali segmenti alcun ruolo nella determinazione dei punti, una mancanza di precisione nel loro disegno non si ripercuoterà sull'intera costruzione.

## Il compasso di Euclide

Fig. 1: Applicazione della lunghezza al punto

Nei suoi Elementi, Euclide non parla mai né di riga né di compasso. Egli si riferisce solo a linee rette e circonferenze ideali, che traccia secondo i seguenti postulati:
1. È possibile tracciare un segmento rettilineo fra qualunque coppia di punti [2]
2. Un segmento rettilineo può essere esteso indefinitamente in una linea retta [3]
3. È possibile descrivere un cerchio con qualsiasi centro e qualsiasi raggio [4]

Nella pratica è cosa ovvia associare una riga (non graduata) ai primi due postulati, e il compasso al terzo. Bisogna fare attenzione però al fatto che non tutto ciò che può essere fatto con un compasso è "autorizzato" dal terzo postulato. Secondo quest'ultimo, il compasso dovrebbe essere utilizzato solo per tracciare un cerchio dati il centro e un punto sulla sua circonferenza; non dovrebbe invece essere utilizzato per trasportare una distanza da una parte all'altra del piano, semplicemente aprendolo e spostandolo conservandone l'apertura. 
Negli Elementi di Euclide il trasporto delle distanze è una necessità irrinunciabile, infatti a questo problema sono dedicate le prime due Proposizioni del Libro I (vedi l'animazione in figura 1). Euclide dimostra cioè che si può applicare la distanza {\displaystyle AB} al punto {\displaystyle C}:
- congiungendo punti dati con segmenti rettilinei (primo postulato, linee di colore blu);
- prolungando gli stessi segmenti (secondo postulato, linee di colore ciano);
- tracciando archi di cerchio dati il centro e un punto della circonferenza (terzo postulato, linee di colore verde).

Alla fine dell'animazione, tutti i punti appartenenti alla circonferenza rossa disteranno da {\displaystyle C} quanto {\displaystyle B} dista da {\displaystyle A.}
L'uso comune, di trasportare distanze mantenendo invariata l'apertura del compasso a cavallo di un suo spostamento, è quindi una scorciatoia ammessa in geometria, ma solo perché si sa che tale procedimento è la semplificazione di un metodo più rigoroso: proprio quello descritto da Euclide.

## I Compassi ad apertura fissa di Mascheroni

Fig. 2: Compassi ad apertura fissa

A differenza di Euclide, Mascheroni non ha uno scopo teorico, bensì pratico. Per trasportare le distanze non applica il metodo descritto da Euclide, per due motivi: 
- esso richiede l'uso della riga, che Mascheroni vuole evitare;
- la quantità di passaggi necessari è tale da moltiplicare gli errori, invece di minimizzarli.

Mascheroni si sente quindi libero di usare il compasso per trasportare distanze, ma non solo: incoraggia la realizzazione di vari compassi ad apertura fissa. Ad esempio, dovendo inscrivere in una circonferenza un qualche poligono regolare, suggerisce di costruirne quattro con le seguenti aperture prefissate:
- un primo compasso con apertura pari al raggio della circonferenza (coincidente con il lato dell'esagono regolare ivi inscritto);
- un compasso di apertura proporzionale al primo, in ragione del fattore {\displaystyle {\sqrt {2}}} (lato del quadrato inscritto nella circonferenza);
- un compasso di apertura proporzionale al primo, in ragione del fattore {\displaystyle {\sqrt {3}}} (lato del triangolo equilatero inscritto nella circonferenza);
- un compasso di apertura proporzionale al primo, in ragione del fattore {\displaystyle {\tfrac {{\sqrt {5}}-1}{2}}} (lato del decagono regolare inscritto nella circonferenza).

## Divisioni della circonferenza
Le prime costruzioni affrontate da Mascheroni ne La geometria del compasso prevedono la divisione del cerchio in 240 parti di uguale lunghezza (nei paragrafi che seguono verranno mostrate solo le costruzioni principali), utilizzando il minor numero possibile di aperture del compasso, e il minor numero di punti non appartenenti alla circonferenza data.
Le costruzioni usano varie volte le Proposizioni di Euclide secondo cui, in cerchi uguali, archi uguali insistono su corde uguali, e viceversa. La divisione della circonferenza in parti uguali coincide quindi con il problema di inscrivervi poligoni regolari dello stesso numero di lati. 
Volendo costruire i compassi ad apertura fissa suggeriti da Mascheroni, il primo dovrà avere ampiezza uguale al raggio del cerchio da suddividere, ovvero quello in cui inscrivere i vari poligoni regolari.

### Divisione in 6 parti

Fig. 3: costruzione dell'esagono regolare e del triangolo equilatero

Dato un cerchio di centro {\displaystyle O} e raggio {\displaystyle OA} (vedi figura 3), per inscrivere nello stesso cerchio un Esagono regolare seguendo il metodo di Euclide bisogna:
- tracciare l'arco {\displaystyle BOF} con centro in {\displaystyle A} e raggio {\displaystyle AO,} che interseca la circonferenza nei punti {\displaystyle B} ed {\displaystyle F} (questi punti, assieme ad {\displaystyle A,} sono i primi tre vertici dell'esagono);
- prolungare i segmenti {\displaystyle BO,} {\displaystyle AO} ed {\displaystyle FO} fino ad incontrare la circonferenza rispettivamente in {\displaystyle E,} {\displaystyle D,} {\displaystyle C}: sono {\displaystyle ABCDEF} i vertici dell'esagono regolare inscritto nella circonferenza.

Mascheroni non può fare uso della riga, quindi descrive un metodo alternativo:
- tracciare l'arco {\displaystyle BOF} con centro in {\displaystyle A} e raggio {\displaystyle AO,} come indicato da Euclide;
- tracciare altri tre archi di raggio {\displaystyle AO}: il primo con centro in {\displaystyle B} e tale da intersecare la circonferenza in {\displaystyle C;} il secondo con centro in {\displaystyle C} per determinare {\displaystyle D;} il terzo in {\displaystyle D} per determinare {\displaystyle E.}

Infatti:
- tutti i triangoli che hanno un vertice nel centro O del cerchio sono equilateri;
- i loro angoli in {\displaystyle O} sottendono archi di lunghezza uguale a un sesto della circonferenza.

Si ricorda che lo scopo di Mascheroni è determinare i vertici dell'esagono, non di tracciarne i lati. Nel disegno infatti tutti i segmenti rettilinei, a parte il raggio {\displaystyle OA,} sono tratteggiati; e il punto {\displaystyle S,} che con l'uso del solo compasso non è stato effettivamente determinato, è indicato solo allo scopo di agevolare la comprensione di quanto segue.
Con questa costruzione si ottengono alcuni risultati aggiuntivi, che verranno sfruttati in molte delle costruzioni che seguono:
- il punto {\displaystyle D} è allineato al segmento {\displaystyle OA,} per cui {\displaystyle {\overline {DA}}=2{\overline {OA}}}: questo è il sistema usato da Mascheroni per raddoppiare la lunghezza di un segmento senza fare uso della riga (iterando lo stesso sistema, un segmento potrà essere anche triplicato, quadruplicato, ecc.);
- il punto {\displaystyle D} è la seconda estremità del diametro {\displaystyle DA} del cerchio centrato in {\displaystyle O} e di raggio {\displaystyle OA;}
- le terne di punti {\displaystyle ACE} e {\displaystyle BDF} definiscono i vertici di due triangoli equilateri inscritti nello stesso cerchio;
- il segmento {\displaystyle BF} ha lunghezza doppia rispetto all'altezza {\displaystyle BS} del triangolo equilatero {\displaystyle OBA,} quindi vale la proporzione: {\displaystyle {\overline {BF}}:{\overline {OA}}={\sqrt {3}}:1}

Volendo costruire i compassi ad apertura fissa suggeriti da Mascheroni, quello di ampiezza pari a {\displaystyle {\sqrt {3}}} volte la lunghezza del raggio dovrà essere calibrato sulla distanza fra i punti {\displaystyle B} ed {\displaystyle F,} oppure {\displaystyle A} e {\displaystyle C,} oppure qualsiasi altra diagonale dell'esagono non passante per il centro del cerchio.

### Divisione in 4 parti

Fig. 4: costruzione del quadrato

Per costruire il quadrato inscritto in un cerchio dato, Euclide suggerisce semplicemente di tracciare due diametri ortogonali. Questo sistema viene modificato da Mascheroni (figura 4) come segue:
- determinare i punti {\displaystyle A,} {\displaystyle B,} {\displaystyle C} e {\displaystyle D} come descritto al paragrafo precedente: {\displaystyle A} e {\displaystyle D} sono i due primi vertici del quadrato;
- con raggio {\displaystyle AC} e centro in {\displaystyle A} e {\displaystyle D} tracciare i due archi {\displaystyle CG} e {\displaystyle BG} che si intersecano in {\displaystyle G} (la lunghezza del segmento {\displaystyle AC,} come visto al paragrafo precedente, è {\displaystyle {\sqrt {3}}} volte il raggio della circonferenza);
- con raggio {\displaystyle OG} e centro in {\displaystyle A} tracciare un arco che interseca la circonferenza data nei punti {\displaystyle H} e {\displaystyle J}: i punti {\displaystyle AHDJ} sono i vertici del quadrato inscritto nella circonferenza data.

Infatti:
- per costruzione, il triangolo {\displaystyle DGA} è isoscele, e il segmento {\displaystyle GO} ne è la mediana relativa alla base; ma in un triangolo isoscele, la mediana e l'altezza relative alla base coincidono, quindi l'angolo {\displaystyle GOA} è retto e il triangolo {\displaystyle GOA} è rettangolo in {\displaystyle O;}
- ammettendo, senza perdita di generalità, che il raggio del cerchio sia unitario, si può applicare il teorema di Pitagora all'ipotenusa {\displaystyle AG} e al cateto {\displaystyle OA,} ricavando la lunghezza del secondo cateto:

{\displaystyle {\overline {GO}}={\sqrt {{\overline {AG}}^{2}-{\overline {OA}}^{2}}}={\sqrt {3-1}}={\sqrt {2}};}
- il segmento {\displaystyle OG} è quindi lungo {\displaystyle {\sqrt {2}}} volte il raggio del cerchio, proprio la lunghezza del lato del quadrato che si vuole inscrivere nella circonferenza. La determinazione dei due punti mancanti del quadrato richiede quindi solo di riportare tale lunghezza sulla circonferenza, a partire da {\displaystyle A} (oppure da {\displaystyle D}).

Volendo costruire i compassi ad apertura fissa suggeriti da Mascheroni, quello di ampiezza uguale a {\displaystyle {\sqrt {2}}} volte la lunghezza del raggio dovrà essere calibrato sulla distanza fra i punti {\displaystyle O} e {\displaystyle G.}

### Divisione in 8 parti

Fig. 5: costruzione dell'ottagono

La costruzione dell'ottagono regolare richiede la determinazione di quattro punti intermedi agli archi che insistono su un quadrato già tracciato. In figura 5 sono indicati (si vedano le costruzioni precedenti):
- i punti {\displaystyle A} e {\displaystyle D,} appartenenti al diametro della circonferenza;
- i punti {\displaystyle G,} {\displaystyle H,} {\displaystyle O} e {\displaystyle J} appartenenti alla retta ortogonale al diametro suddetto, passante per il centro {\displaystyle O} della circonferenza;
- i punti {\displaystyle A,} {\displaystyle H,} {\displaystyle D} e {\displaystyle J,} vertici del quadrato precedentemente tracciato.

Per determinare i punti mancanti alla costruzione dell'ottagono regolare inscritto nella stessa circonferenza, secondo Mascheroni occorre:
- con centro in {\displaystyle G,} e raggio {\displaystyle OA} (lo stesso della circonferenza), tracciare l'arco che interseca la circonferenza nei punti {\displaystyle L} e {\displaystyle K;}
- con centro in {\displaystyle K} ed {\displaystyle L,} e raggio {\displaystyle LK,} tracciare gli archi che intersecano la circonferenza rispettivamente nei punti {\displaystyle N} ed {\displaystyle M}: saranno {\displaystyle AKHLDMJN} i vertici dell'ottagono regolare cercato.

Infatti:
- i segmenti {\displaystyle GK} e {\displaystyle KO} hanno lunghezza uguale al raggio della circonferenza, quindi il triangolo {\displaystyle GKO} è isoscele;
- il segmento {\displaystyle GO} è lungo {\displaystyle {\sqrt {2}}} volte il raggio, quindi è ipotenusa dello stesso triangolo {\displaystyle GKO,} che è rettangolo in {\displaystyle K}[12];
- essendo il triangolo {\displaystyle GKO} rettangolo e isoscele, i suoi angoli in {\displaystyle G} e in {\displaystyle O} sono semiretti;
- il segmento {\displaystyle OK} divide in due metà il quadrante {\displaystyle HOA,} quindi il punto {\displaystyle K} è vertice dell'ottagono regolare (ragionamento analogo vale per il punto {\displaystyle L}).

I punti {\displaystyle M} ed {\displaystyle N} necessari a completare l'ottagono possono essere determinati in vari modi:
- tracciando due archi di raggio {\displaystyle AK} e centrati in {\displaystyle A} e {\displaystyle D} (questo sistema non è utilizzato da Mascheroni, perché richiede un compasso di apertura "non standard", diversa cioè da quelli fin qui utilizzati);
- costruendo un punto {\displaystyle G'} speculare di {\displaystyle G} rispetto al diametro {\displaystyle AD} (neanche questo sistema è utilizzato da Mascheroni, perché richiede un punto {\displaystyle G'} aggiuntivo, non appartenente alla circonferenza);
- il segmento {\displaystyle LK} è lato del quadrato {\displaystyle LKMN} inscritto nella circonferenza: è sufficiente riportare tale distanza sulla circonferenza a partire dai punti {\displaystyle L} e {\displaystyle K} per determinare gli ultimi due punti {\displaystyle M} ed {\displaystyle N} dell'ottagono regolare. Questo è il sistema suggerito da Mascheroni, che infatti ha i vantaggi di non necessitare di un punto aggiuntivo al di fuori della circonferenza, e di richiedere un compasso "standard" di apertura uguale a {\displaystyle {\sqrt {2}}} volte il raggio della circonferenza.

### Divisione in 12 parti

Fig. 6: costruzione del dodecagono e del 24-gono

La figura 6 mostra tutti i punti individuati nelle costruzioni precedenti: 
- {\displaystyle ABCDEF,} vertici dell'esagono regolare inscritto nella circonferenza con centro in {\displaystyle O} e raggio {\displaystyle OA;}
- {\displaystyle AKHLDMJN,} vertici dell'ottagono regolare inscritto nello stesso cerchio.

La dodicesima parte dell'angolo giro può essere ottenuta per differenza fra un angolo retto (un quarto di angolo giro) e l'angolo al centro che sottende un lato dell'esagono regolare (un sesto): infatti
{\displaystyle {\frac {1}{4}}-{\frac {1}{6}}={\frac {1}{12}}.}
In figura 6 si può osservare come il quadrante {\displaystyle DOH} sia composto dagli angoli {\displaystyle DOC} (che sottende il lato dell'esagono regolare) e {\displaystyle COH}: quest'ultimo sottende quindi un arco di lunghezza uguale al dodicesimo della circonferenza; di conseguenza {\displaystyle H} è un vertice del dodecagono regolare, intermedio ai vertici {\displaystyle C} e {\displaystyle B} (lo stesso ragionamento consente dimostrare che anche {\displaystyle J} è un vertice del dodecagono, intermedio fra {\displaystyle E} ed {\displaystyle F}). 
Mancano da determinare i quattro punti {\displaystyle P,} {\displaystyle Q,} {\displaystyle R} ed {\displaystyle S.} Per determinare {\displaystyle Q} si potrebbe tracciare un arco con centro in {\displaystyle C} e raggio {\displaystyle CH,} tale da intersecare la circonferenza proprio nel punto {\displaystyle Q} (sistema analogo andrebbe usato per la determinazione degli altri tre punti). Questa procedura comporta però due svantaggi:
- sarebbe necessario tracciare 4 archi distinti;
- il compasso necessario a tracciare questi archi avrebbe apertura diversa da quella dei tre compassi ad apertura fissa già indicati, di cui Mascheroni predilige l'impiego.

Per questi motivi, Mascheroni suggerisce di:
- tracciare un arco con centro in {\displaystyle H} e raggio {\displaystyle HO} (raggio della circonferenza), che interseca la circonferenza nei punti {\displaystyle Q} e {\displaystyle P;}
- tracciare un arco con centro in {\displaystyle J} e stesso raggio per determinare i punti {\displaystyle R} ed {\displaystyle S}: saranno infine {\displaystyle APBHCQDREJFS} i vertici del dodecagono inscritto nella circonferenza.

Con questi archi infatti si sottrae, da ciascun quadrante, un angolo congruente a un sesto di angolo giro, determinando archi il cui angolo al centro è un dodicesimo dello stesso.

### Divisione in 24 parti
La costruzione dell'icositetragono (poligono regolare di 24 lati) è la prosecuzione del procedimento descritto per il dodecagono (figura 6): si tratta di determinare i punti di intersezione fra la circonferenza e gli archi di colore magenta. 
L'angolo al centro che sottende l'arco {\displaystyle BK} è la differenza fra gli angoli {\displaystyle BOA} (un sesto di angolo giro) e {\displaystyle KOA} (un ottavo):
{\displaystyle {\frac {1}{6}}-{\frac {1}{8}}={\frac {4-3}{24}}={\frac {1}{24}}.}
Si potrebbe quindi:
- con centro in {\displaystyle B} e raggio {\displaystyle BK} tracciare un arco che interseca la circonferenza nel punto {\displaystyle T} (vertice dell'icositetragono);
- con archi analoghi determinare i sette vertici mancanti.

Come per la costruzione del dodecagono, anche in questo caso Mascheroni suggerisce un metodo per il quale è richiesto l'uso di uno dei suoi compassi di apertura "standard":
- tracciare quattro archi con centro nei punti {\displaystyle K,} {\displaystyle L,} {\displaystyle M} ed {\displaystyle N,} e raggio uguale a quello della circonferenza;
- le intersezioni fra questi archi e la circonferenza determina gli 8 vertici mancanti dell'icositetragono.

Prendiamo infatti in considerazione il punto {\displaystyle T.} L'angolo {\displaystyle TOH}, differenza fra gli angoli {\displaystyle TOL} (che per costruzione è un sesto di angolo giro) e {\displaystyle HOL} (un ottavo) è, per lo stesso calcolo mostrato più sopra, proprio un ventiquattresimo di angolo giro; quindi {\displaystyle T} (così come ognuno degli altri 7 vertici mancanti) è vertice dell'icositetragono inscritto nella circonferenza.

### Divisione in 5 parti

Fig. 7: costruzione del pentagono regolare

Prima di analizzare il metodo suggerito da Mascheroni per la costruzione del pentagono regolare inscritto in una circonferenza, è bene rivedere i metodi classici, dei quali il più noto è quello di Tolomeo. In figura 7 ne sono rappresentati, con linee di colore rosso, i passaggi principali:
- sia data la circonferenza di centro {\displaystyle O} e raggio {\displaystyle OA,} in cui sono tracciati il diametro {\displaystyle DA} e il raggio ortogonale {\displaystyle OH;}
- con raggio {\displaystyle OA} e centro in {\displaystyle A} tracciare l'arco {\displaystyle BOF} che interseca la circonferenza nei punti {\displaystyle B} ed {\displaystyle F;}
- l'intersezione del segmento {\displaystyle BF} con il raggio {\displaystyle OA} determina il punto {\displaystyle S;}
- con centro in {\displaystyle S} e raggio {\displaystyle SH} tracciare l'arco che interseca il diametro {\displaystyle DA} nel punto {\displaystyle T;}
- il lato del pentagono ha lunghezza uguale al segmento {\displaystyle HT;}
- con apertura {\displaystyle HT,} partendo da {\displaystyle H,} riportare in sequenza sulla circonferenza le distanze {\displaystyle HV,} {\displaystyle VW,} {\displaystyle WX,} {\displaystyle XU}: i punti {\displaystyle HVWXU} sono i vertici del pentagono regolare inscritto nella circonferenza.

La costruzione ora descritta richiede due intersezioni che interessano segmenti rettilinei (determinazione dei punti {\displaystyle S} e {\displaystyle T}), che Mascheroni non può ottenere non volendo utilizzare la riga. La sua costruzione, alternativa, è mostrata sempre in figura 7:
- siano già tracciati i punti {\displaystyle A,} {\displaystyle B,} {\displaystyle D,} {\displaystyle F} (vertici dell'esagono regolare inscritto alla circonferenza) e {\displaystyle H} (estremità del raggio ortogonale al diametro {\displaystyle DA});
- con raggio uguale alla lunghezza di {\displaystyle AH} (ossia con il compasso di apertura {\displaystyle {\sqrt {2}}} volte il raggio della circonferenza), puntando in {\displaystyle B} ed {\displaystyle F} tracciare due archi che si intersecano nel punto {\displaystyle T;}
- il punto {\displaystyle T} trovato da Mascheroni è lo stesso determinato da Tolomeo, quindi il disegno del pentagono regolare prosegue allo stesso modo.

La dimostrazione che il punto {\displaystyle T} nelle due costruzioni è nella stessa posizione è la seguente:
- il punto {\displaystyle S} è mediano rispetto al raggio {\displaystyle OA} (esso viene espressamente determinato in Tolomeo, mentre viene omesso nella costruzione di Mascheroni in quanto non necessario);
- nella costruzione di Tolomeo il punto {\displaystyle T} appartiene al diametro {\displaystyle DA} del cerchio. Questo accade anche nella costruzione di Mascheroni: per costruzione, il triangolo {\displaystyle BTF} è isoscele, e il segmento {\displaystyle TS} è la sua mediana rispetto alla base {\displaystyle BF.} Ma in un triangolo isoscele mediana e asse rispetto alla base coincidono; ed essendo il diametro {\displaystyle AD} asse della base {\displaystyle BF,} il punto {\displaystyle T} appartiene al diametro {\displaystyle DA;}
- rimane da dimostrare che la distanza fra i punti {\displaystyle S} e {\displaystyle T} è la stessa. In Tolomeo, il segmento {\displaystyle ST\cong SH} coincide con l'ipotenusa del triangolo rettangolo {\displaystyle HOS,} la cui lunghezza è (si consideri, senza perdita di generalità, una circonferenza di raggio unitario):

{\displaystyle {\overline {ST}}={\overline {SH}}={\sqrt {{\overline {HO}}^{2}+{\overline {OS}}^{2}}}={\sqrt {1^{2}+\left({\frac {1}{2}}\right)^{2}}}={\frac {\sqrt {5}}{2}}.}
- In Mascheroni invece il segmento {\displaystyle ST} è cateto del triangolo {\displaystyle TBS} rettangolo in {\displaystyle S,} la cui ipotenusa è lunga {\displaystyle {\sqrt {2}}} mentre l'altro cateto è l'altezza del triangolo equilatero {\displaystyle OBA;} quindi:

{\displaystyle {\overline {ST}}={\sqrt {{\overline {BT}}^{2}-{\overline {BS}}^{2}}}={\sqrt {\left({\sqrt {2}}\right)^{2}-\left({\frac {\sqrt {3}}{2}}\right)^{2}}}={\frac {\sqrt {5}}{2}}.}
È così dimostrata l'equivalenza fra i metodi di Tolomeo e di Mascheroni.

### Divisione in 10 parti
Si faccia ancora riferimento alla figura 7, prendendo in esame il triangolo HOT. Esso è rettangolo in {\displaystyle O,} ed è formato dai seguenti lati:
- il cateto {\displaystyle HO} è il raggio della circonferenza, quindi è anche il lato dell'esagono regolare inscritto;
- l'ipotenusa {\displaystyle HT} è il lato del pentagono regolare inscritto nella stessa circonferenza;
- Euclide[14] dimostra che l'altro cateto TO di questo triangolo rettangolo è lungo quanto il lato del decagono regolare inscritto nella circonferenza.

Con raggio {\displaystyle TO} e puntando il compasso nei vertici del pentagono si possono disegnare archi le cui intersezioni con la circonferenza definiscono i vertici del decagono regolare (per non appesantirla troppo, nella figura è mostrato solo l'arco {\displaystyle YZ} centrato in {\displaystyle V}: sono così visibili i primi quattro lati del decagono {\displaystyle HY,} {\displaystyle YV,} {\displaystyle VZ} e {\displaystyle ZW}).
Volendo costruire i compassi ad apertura fissa suggeriti da Mascheroni, quello di ampiezza pari a {\displaystyle {\tfrac {{\sqrt {5}}-1}{2}}} volte la lunghezza del raggio dovrà essere calibrato sulla distanza fra i punti {\displaystyle O} e {\displaystyle T.}

### Divisione in 120 parti

Fig. 8: costruzione del 120-gono (abbozzo)

Mascheroni propone due modi diversi di dividere la circonferenza in 120 parti di uguale lunghezza. La prima, più ovvia, richiede di utilizzare la differenza fra gli angoli al centro che sottendono 5 lati consecutivi del 24-gono e il lato del pentagono. Infatti:
{\displaystyle {\frac {5}{24}}-{\frac {1}{5}}={\frac {25-24}{120}}={\frac {1}{120}}.}
Trovata la lunghezza dell'arco sotteso dalla centoventesima parte di circonferenza, è sufficiente riportare più volte tale distanza sulla circonferenza a partire dai vertici del 24-gono.
Mascheroni propone la seconda costruzione del 120-gono per dimostrare l'efficacia dei suoi metodi, e l'utilità dei compassi ad apertura fissa:
« Potrà chi voglia con soli quattro compassi [...] e con soli due punti presi fuori dalla circonferenza [...] dividere la circonferenza del cerchio in centoventi parti uguali. »
Ricapitolando (vedi figura 8) tutti i passaggi necessari alla costruzione del 24-gono regolare inscritto nella circonferenza:
- con il primo compasso (di apertura pari al raggio della circonferenza) si determinano i sei vertici dell'esagono regolare inscritto {\displaystyle ABCDEF;}
- puntando nei punti {\displaystyle B} e {\displaystyle D} il secondo compasso (di apertura {\displaystyle {\sqrt {3}}} volte il raggio, uguale alla distanza fra i punti {\displaystyle A} e {\displaystyle C}) si tracciano due archi che si intersecano nel punto {\displaystyle G;}
- puntando il primo compasso nel punto {\displaystyle G} si traccia l'arco che interseca la circonferenza nei punti {\displaystyle L} e {\displaystyle K} (due vertici dell'ottagono regolare inscritto);
- puntando il terzo compasso (di apertura {\displaystyle {\sqrt {2}}} volte il raggio, uguale alla distanza fra i punti {\displaystyle O} e {\displaystyle G}) nel punto {\displaystyle A} si traccia un arco che interseca la circonferenza nei punti {\displaystyle H} e {\displaystyle J,} che definiscono il diametro ortogonale a {\displaystyle DA;}
- con lo stesso compasso, puntato in {\displaystyle K} ed {\displaystyle L,} si determinano gli ultimi vertici {\displaystyle M} ed {\displaystyle N} dell'ottagono regolare {\displaystyle AKHLDMJN;}
- con il primo compasso, puntato in {\displaystyle H,} {\displaystyle J,} {\displaystyle K,} {\displaystyle L,} {\displaystyle M} ed {\displaystyle N} si determinano tutti i vertici mancanti del 24-gono regolare (in figura sono indicati solo {\displaystyle P,} {\displaystyle Q} ed {\displaystyle R}).

Rimangono da trovare i vertici intermedi del 120-gono, ovvero quelli non coincidenti con quelli del 24-gono. Per farlo, Mascheroni impiega il suo quarto compasso, la cui apertura viene così definita:
- puntando il terzo compasso (di apertura {\displaystyle {\sqrt {2}}} volte il raggio) in {\displaystyle B} ed {\displaystyle F,} si tracciano due archi che si intersecano in {\displaystyle T;}
- il segmento {\displaystyle TO,} lato del decagono regolare inscritto nella circonferenza (di lunghezza uguale a {\displaystyle {\tfrac {{\sqrt {5}}-1}{2}}} volte il raggio della circonferenza) determina proprio l'apertura di questo quarto compasso.

Di seguito vengono determinati i quattro vertici del 120-gono, intermedi all'arco {\displaystyle AQ}:
- con il quarto compasso puntato in {\displaystyle R} tracciare l'arco che interseca la circonferenza nel punto {\displaystyle z;} puntandolo poi in {\displaystyle z} determinare il punto {\displaystyle u.} L'angolo {\displaystyle uOA} può essere calcolato come differenza fra gli angoli {\displaystyle ROA} (che sottende 5 lati del 24-gono) e {\displaystyle ROu} (che sottende due lati del decagono):

{\displaystyle {\frac {5}{24}}-{\frac {2}{10}}={\frac {25-24}{120}}={\frac {1}{120}};}
- con lo stesso compasso, ma puntando in {\displaystyle P,} tracciare l'arco che interseca la circonferenza determinando il punto {\displaystyle v.} L'angolo {\displaystyle vOA} può essere calcolato come differenza fra gli angoli {\displaystyle vOP} (che sottende un lato del decagono) e {\displaystyle AOP} (che sottende due lati del 24-gono):

{\displaystyle {\frac {1}{10}}-{\frac {2}{24}}={\frac {12-10}{120}}={\frac {2}{120}};}
- puntare poi lo stesso compasso in {\displaystyle K} per determinare {\displaystyle w.} Dato che l'angolo {\displaystyle KOA} sottende 3 lati del 24-gono, l'angolo {\displaystyle wOA} è:

{\displaystyle {\frac {3}{24}}-{\frac {1}{10}}={\frac {15-12}{120}}={\frac {3}{120}};}
- infine puntare il compasso in {\displaystyle F} per determinare {\displaystyle y;} poi in {\displaystyle y} per determinare {\displaystyle x.} L'angolo {\displaystyle xOA} può essere calcolato come differenza fra gli angoli {\displaystyle xOF} (che sottende due lati del decagono) e {\displaystyle AOF} (che sottende 4 lati del 24-gono):

{\displaystyle {\frac {2}{10}}-{\frac {2}{24}}={\frac {24-20}{120}}={\frac {4}{120}}.}
Per suddividere tutti gli altri archi del 24-gono bisognerebbe in teoria procedere allo stesso modo. Conviene piuttosto, con il solo uso del quarto compasso, tracciare 12 decagoni a partire da altrettanti vertici consecutivi del 24-gono.

## Problemi di bisezione

Fig. 9: bisezione di un segmento e di un arco con riga e compasso

Nelle geometria della riga e del compasso, la bisezione di un segmento o di un arco delimitati dai punti {\displaystyle A} e {\displaystyle B} (figura 9) si ottiene:
- tracciando due archi di raggio {\displaystyle AB} con centri in {\displaystyle A} e {\displaystyle B,} i cui punti di intersezione determinando i punti {\displaystyle C} e {\displaystyle D;}
- unendo i punti {\displaystyle C} e {\displaystyle D} con un segmento rettilineo;
- i punti {\displaystyle E} ed {\displaystyle F,} di intersezione fra il segmento {\displaystyle CD} e il segmento o l'arco dati, ne rappresentano le rispettive bisezioni.

Volendo evitare l'uso della riga per tracciare il segmento {\displaystyle CD,} Mascheroni propone i metodi che vengono descritti di seguito.

### Bisezione di un arco

Fig. 10: bisezione di un arco

Per determinare il punto mediano dell'arco {\displaystyle AB} con centro in {\displaystyle O} (vedi figura 10), Mascheroni suggerisce di:
- tracciare i due archi {\displaystyle OC} e {\displaystyle OD,} centrati in {\displaystyle A} e {\displaystyle B,} di raggio {\displaystyle AO\cong BO;}
- con raggio {\displaystyle AB} tracciare l'arco centrato on {\displaystyle O,} la cui intersezione con i due archi già tracciati determina i punti {\displaystyle C} e {\displaystyle D;}
- con raggio {\displaystyle AD\cong BC,} e con centri in {\displaystyle C} e {\displaystyle D,} tracciare due archi la cui intersezione determina il punto {\displaystyle G;}
- con raggio {\displaystyle OG,} e con centro di nuovo nei punti {\displaystyle C} e {\displaystyle D,} tracciare due archi la cui intersezione determina il punto {\displaystyle F}: esso è il punto mediano cercato dell'arco {\displaystyle AB.}

Come in tutte le costruzioni precedenti di questa pagina, nella figura sono mostrati gli archi (in questo caso: quello da bisecare, più i 7 necessari al procedimento di bisezione) come linee continue, mentre i segmenti rettilinei sono tratteggiati. Questi ultimi non sono infatti necessari alla costruzione, ma facilitano la comprensione della dimostrazione:
- i quadrilateri {\displaystyle ABOC} e {\displaystyle ABDO} sono per costruzione dei parallelogrammi, quindi hanno i lati {\displaystyle CO} e {\displaystyle OD} paralleli ad AB[17]; avendo un estremo in comune, {\displaystyle CO} e {\displaystyle OD} giacciono quindi sulla stessa retta (parallela ad {\displaystyle AB});
- i triangoli {\displaystyle CFD} e {\displaystyle CGD} sono per costruzione entrambi isosceli, e i segmenti {\displaystyle FO} e {\displaystyle GO} ne sono le mediane rispetto alla base comune {\displaystyle CD.} Nei triangoli isosceli, mediane e altezze rispetto alla base coincidono, quindi i punti {\displaystyle F} e {\displaystyle G} appartengono entrambi alla retta {\displaystyle GFO} perpendicolare a {\displaystyle CD;}
- {\displaystyle ABO} è un triangolo isoscele la cui base {\displaystyle AB} è parallela a {\displaystyle CD,} e la retta {\displaystyle OF,} perpendicolare ad {\displaystyle AB,} ne è l'altezza. Ma in un triangolo isoscele, l'altezza rispetto alla base e la bisettrice dell'angolo al vertice coincidono: di conseguenza gli angoli (al centro) {\displaystyle AOF} e {\displaystyle FOB} sono congruenti, e sottendono le due metà in cui si vuole dividere l'arco dato.

È dimostrato quindi che il segmento {\displaystyle GFO} divide in due parti congruenti l'arco dato. Rimane da dimostrare che il punto {\displaystyle F} si trova sull'arco {\displaystyle AB,} ossia che la distanza {\displaystyle {\overline {OF}}} è uguale ad {\displaystyle {\overline {OA}}} (raggio dell'arco da dividere). Questo richiede i seguenti passaggi:
- sia {\displaystyle H} la proiezione di {\displaystyle A} su {\displaystyle CO;} essendo il triangolo {\displaystyle CAO} isoscele, la distanza {\displaystyle {\overline {OH}}} è metà di {\displaystyle {\overline {OC}}={\overline {OD}};}
- in un triangolo ottusangolo il quadrato costruito sul lato più lungo è pari alla somma dei quadrati costruiti sui lati che costituiscono l'angolo ottuso più due volte il rettangolo compreso fra uno di questi lati e la proiezione dell'altro sul prolungamento del primo[18]. Nel caso del triangolo {\displaystyle AOD} (l'angolo ottuso è in {\displaystyle O}) si ha:

{\displaystyle {\overline {AD}}^{2}={\overline {OA}}^{2}+{\overline {OD}}^{2}+2\cdot {\overline {OD}}\cdot {\overline {OH}}={\overline {OA}}^{2}+2\cdot {\overline {OD}}^{2}.}
- Il segmento {\displaystyle DG\cong DA} è l'ipotenusa del triangolo {\displaystyle GOD,} rettangolo in {\displaystyle O;} si può quindi applicare il teorema di Pitagora per ricavare la lunghezza di {\displaystyle OG}:

{\displaystyle {\overline {OG}}^{2}={\overline {DG}}^{2}-{\overline {OD}}^{2}={\overline {OA}}^{2}+2\cdot {\overline {OD}}^{2}-{\overline {OD}}^{2}={\overline {OA}}^{2}+{\overline {OD}}^{2}.}
- Il segmento {\displaystyle DF\cong OG} è ipotenusa del triangolo {\displaystyle FOD} rettangolo in {\displaystyle O;} si può nuovamente applicare il teorema di Pitagora per ricavare la lunghezza di {\displaystyle OF}:

{\displaystyle {\overline {OF}}^{2}={\overline {DF}}^{2}-{\overline {OD}}^{2}={\overline {OA}}^{2}+{\overline {OD}}^{2}-{\overline {OD}}^{2}={\overline {OA}}^{2}.}
Il punto {\displaystyle F} è sul segmento {\displaystyle GO} che divide in due l'arco {\displaystyle AB} di centro {\displaystyle O;} in più si ha che {\displaystyle {\overline {OF}}={\overline {OA}},} quindi il punto {\displaystyle F} appartiene all'arco {\displaystyle AB} di centro {\displaystyle O}: {\displaystyle F} è quindi proprio il punto cercato, che divide l'arco {\displaystyle AB} in due parti di uguale lunghezza.

#### Avvertenze
Mascheroni raccomanda di lavorare sempre su archi di lunghezza appropriata:
- se l'arco da bisecare è troppo piccolo, è bene aggiungere alle sue estremità due archi dello stesso raggio, e di lunghezza uguale fra loro (ossia archi che abbiano corde della stessa lunghezza);
- se l'arco è troppo lungo, è bene decurtarlo di quantità eguali alle due estremità.

In entrambi i casi la bisezione dell'arco modificato, ingrandito o accorciato che sia, dà luogo anche alla bisezione dell'arco originale.

### Bisezione di un segmento

Fig. 11: bisezione di un segmento

Il metodo suggerito da Mascheroni per determinare il punto mediano {\displaystyle E} del segmento {\displaystyle OA} (figura 11) senza fare uso della riga è il seguente:
- tracciare l'arco {\displaystyle FOG} di raggio {\displaystyle OA,} centrato in {\displaystyle A;}
- tracciare l'arco {\displaystyle ABCD} di raggio uguale, centrato in {\displaystyle O}: esso interseca l'arco precedente nel punto {\displaystyle B;}
- determinare il punto {\displaystyle D,} opposto ad {\displaystyle A} rispetto ad {\displaystyle O,} riportando due volte la distanza {\displaystyle OA} sull'arco {\displaystyle ABCD,} da {\displaystyle B} a {\displaystyle C} e da {\displaystyle C} a {\displaystyle D;}
- tracciare l'arco {\displaystyle FAGH} con centro in {\displaystyle D} e raggio {\displaystyle DA} (in realtà è sufficiente tracciare l'arco {\displaystyle FAG;} nel disegno l'arco è prolungato fino ad {\displaystyle H} per semplificare la comprensione della dimostrazione che segue);
- con centri in {\displaystyle F} e {\displaystyle G,} e apertura {\displaystyle {\overline {FA}}={\overline {GA}},} tracciare due archi la cui intersezione determina il punto {\displaystyle E}: è questo il punto cercato, mediano del segmento {\displaystyle OA.}

Si ammetta infatti di avere tracciato il punto {\displaystyle H} (non necessario nella costruzione già descritta) in modo che il segmento {\displaystyle HA} sia il diametro della circonferenza centrata in D, di raggio {\displaystyle DA} doppio rispetto ad {\displaystyle OA}: la distanza HA è quindi quadrupla di OA. Si ammetta anche di avere tracciato il punto {\displaystyle L,} proiezione di {\displaystyle G} sul segmento {\displaystyle OA} (neanche questo è necessario alla costruzione). Con questi elementi aggiunti alla costruzione di Mascheroni, si può verificare che:
- i triangoli {\displaystyle HGA} (rettangolo in {\displaystyle G} poiché è inscritto in una semicirconferenza[19]) e {\displaystyle GLA} (rettangolo in {\displaystyle L} per costruzione) sono simili[20] in quanto, oltre appunto ad essere rettangoli, hanno in comune l'angolo in {\displaystyle A};
- per costruzione, {\displaystyle {\overline {GA}}={\overline {OA}}} e {\displaystyle {\overline {HA}}=4{\overline {OA}};} quindi {\displaystyle {\overline {OA}}:{\overline {HA}}=1:4;}
- la stessa proporzione {\displaystyle 1:4} si presenta fra i segmenti {\displaystyle LA} e {\displaystyle GA\cong OA,} quindi {\displaystyle LA} è la quarta parte del segmento dato {\displaystyle OA;}
- i triangoli {\displaystyle GLA} e {\displaystyle GLE} sono congruenti e rettangoli in {\displaystyle L;} quindi la distanza {\displaystyle {\overline {EA}}} è doppia di {\displaystyle {\overline {LA}};}
- il punto {\displaystyle E} cade quindi sul segmento {\displaystyle OA,} ed è equidistante da {\displaystyle O} e da {\displaystyle A.}

## Operazioni su segmenti

### Applicare una distanza data ad un segmento

Fig. 12: applicare distanze a un segmento

Il metodo più semplice per riportare la distanza {\displaystyle CD} sul segmento {\displaystyle AB} (vedi figura 12) è:
- tracciare la circonferenza di raggio {\displaystyle AR\cong CD} puntando il compasso in {\displaystyle A;}
- l'intersezione di tale circonferenza con il segmento {\displaystyle AB} in {\displaystyle E} rappresenta il punto cercato.

È stato già sottolineato che per Euclide il trasporto delle distanze con il compasso non è ammesso (per svolgere il compito appena descritto infatti Euclide suggerisce il metodo mostrato alla figura 1). Per Mascheroni il trasporto delle distanze con il compasso è non solo ammesso, ma incoraggiato; tuttavia la sua Geometria del Compasso porta un problema diverso: a motivo dell'impossibilità di utilizzare la riga, del segmento {\displaystyle AB} sono noti gli solo estremi, non i punti intermedi. La circonferenza tracciata quindi non è di per sé sufficiente a definire il punto {\displaystyle E,} per cui bisogna completare il procedimento come segue:
- tracciare un arco {\displaystyle GH} con centro in {\displaystyle B} e raggio arbitrario (il raggio va scelto in modo da agevolare l'operazione che segue);
- dividere in due l'arco {\displaystyle GEH} con il metodo di bisezione descritto più sopra in questa stessa pagina: si determina così il punto E cercato.

È evidente infatti che il punto {\displaystyle E} è distante da {\displaystyle A} quanto lo è {\displaystyle D} da {\displaystyle C;} rimane da dimostrare che il punto {\displaystyle E} appartenga anche al segmento {\displaystyle AB}:
- gli angoli {\displaystyle EAG} ed {\displaystyle EAH} hanno, per costruzione, ampiezza uguale alla metà dell'ampiezza dell'angolo al centro {\displaystyle GAH} che sottende l'arco {\displaystyle GEH;}
- i triangoli {\displaystyle AGB} e {\displaystyle AHB} sono congruenti, quindi sono cogruenti i loro angoli in {\displaystyle A}[21];
- gli angoli {\displaystyle GAB} e {\displaystyle HAB} presi insieme formato lo stesso angolo al centro che sottende l'arco {\displaystyle GEH;}
- gli angoli {\displaystyle GAE} e {\displaystyle GAB} sono coincidenti, quindi il punto {\displaystyle E} si trova effettivamente sulla congiungente fra {\displaystyle A} e {\displaystyle B.}

#### Accorciare un segmento di una distanza data
Quando si debba togliere la lunghezza di {\displaystyle CD} dal segmento {\displaystyle AB} dal lato dell'estremità {\displaystyle A} (il segmento differenza è {\displaystyle EB,} si veda figura 12) si usa lo stesso metodo appena descritto.

#### Prolungare un segmento di una distanza data
Dovendo aggiungere la lunghezza di {\displaystyle CD} al segmento {\displaystyle AB} si potrebbe usare ancora lo stesso procedimento (figura 12), bisecando però l'arco {\displaystyle GFH} invece del {\displaystyle GEH.} Questo arco è però poco adatto ad essere bisecato con il metodo di Mascheroni, quindi in questo caso conviene tracciare un diverso arco {\displaystyle JK,} sempre con centro in {\displaystyle B,} ma con raggio appropriato all'ottenimento appunto di un arco {\displaystyle JFK} più adatto allo scopo.

### Proiezione di un punto su un segmento

Fig. 13: proiettare un punto su un segmento

La costruzione di Euclide per proiettare il punto {\displaystyle C} sul segmento {\displaystyle AB} è la seguente (figura 13):
- tracciare un arco con centro in {\displaystyle C} e raggio arbitrario, che tagli il segmento {\displaystyle AB} nei punti {\displaystyle G} e {\displaystyle H;}
- determinare il punto {\displaystyle O} intermedio fra {\displaystyle G} e {\displaystyle H}: la congiungente fra {\displaystyle C} ed {\displaystyle O} è perpendicolare ad {\displaystyle AB.}

Questo sistema non può essere adottato da Mascheroni, in quanto del segmento {\displaystyle AB} sono noti solo gli estremi. Egli suggerisce infatti di:
- tracciare l'arco {\displaystyle CFD} con centro in {\displaystyle A} e raggio {\displaystyle AC;}
- tracciare l'arco {\displaystyle CED} con centro in {\displaystyle B} e raggio {\displaystyle BC,} la cui intersezione con l'arco precedente determina il punto {\displaystyle D;}
- bisecare il segmento {\displaystyle CD} in {\displaystyle O} con metodo descritto in precedenza.

Per costruzione il quadrilatero {\displaystyle ACBD} è un aquilone, le cui diagonali si incrociano ortogonalmente e {\displaystyle AB} divide in parti congruenti {\displaystyle CD.} Di conseguenza:
- il punto di intersezione fra le due diagonali coincide con il punto {\displaystyle O} trovato con il metodo di Mascheroni (mediano del segmento {\displaystyle CD});
- i segmenti {\displaystyle CO} e {\displaystyle AB} son ortogonali: {\displaystyle O} è quindi il punto cercato.

### Determinare un segmento parallelo ad uno dato

Fig. 14: tracciare un segmento parallelo

Dato un segmento {\displaystyle AB} ed un punto {\displaystyle C} esterno ad esso, per trovare un punto {\displaystyle D} tale che il segmento {\displaystyle CD} sia parallelo ad {\displaystyle AB} è sufficiente costruire il parallelogramma mostrato in figura 14:
- con centro in {\displaystyle C} e raggio {\displaystyle AB,} e con centro in {\displaystyle A} e raggio {\displaystyle BC,} tracciare due archi che si intersecano nel punto {\displaystyle D;}
- {\displaystyle D} è il punto cercato.

Infatti:
- i triangoli {\displaystyle ABC} e {\displaystyle DCA} sono congruenti, quindi hanno congruenti[21] gli angoli {\displaystyle BAC} e {\displaystyle ACD;}
- il segmento {\displaystyle CD} è quindi parallelo ad {\displaystyle AB}[23]

## Intersezioni
La geometria della riga e del compasso consente la determinazione dei punti secondo tre metodi:
1. intersezione fra una circonferenza e un'altra circonferenza;
2. intersezione fra una circonferenza e una retta;
3. intersezione fra due rette.

La geometria del (solo) compasso rende disponibile il solo primo caso fra quelli elencati: gli altri richiedono costruzioni alternative, che vengono descritte di seguito.

### Intersezione fra una circonferenza e una retta passante per il suo centro e un altro punto dato

Fig. 15: trovare il diametro di una circonferenza passante per un punto

Data una circonferenza di centro {\displaystyle O} e raggio {\displaystyle OR} (vedi figura 15) e un punto E non coincidente con il centro, per trovare i punti di intersezione fra la circonferenza e la retta passate per il centro e il punto dato occorre:
- con centro in {\displaystyle E} ed apertura appropriata tracciare l'arco {\displaystyle GH;}
- bisecando l'arco {\displaystyle GAH} si trova il primo punto cercato {\displaystyle A;}
- riportando tre volte il raggio della circonferenza sulla stessa (da {\displaystyle A} a {\displaystyle B,} da {\displaystyle B} a {\displaystyle C} e da {\displaystyle C} a {\displaystyle D}) si trova il secondo punto {\displaystyle D} cercato (il punto {\displaystyle D} potrebbe essere trovato bisecando l'arco {\displaystyle GDH,} ma la soluzione proposta è sicuramente più semplice).

Questa costruzione ripropone il metodo già descritto per applicare una distanza a un segmento (figura 12): di fatto, per determinare il punto {\displaystyle A} è come se si applicasse la distanza {\displaystyle OR} (raggio della circonferenza) al segmento {\displaystyle OE.} Nota: il sistema sarebbe valido anche se il punto {\displaystyle E} fosse interno al cerchio (purché, come detto, non coincidente con il suo centro), dato che sarebbe sempre possibile tracciare un arco GH intersecante la circonferenza data in due punti.

### Intersezione fra una circonferenza e una retta non passante per il centro

Fig. 16: trovare le intersezioni fra un segmento e una circonferenza

Nella geometria della riga e del compasso, per trovare i punti di intersezione fra la circonferenza centrata in {\displaystyle O} e di raggio {\displaystyle OA} e un segmento i cui estremi si trovino in {\displaystyle B} e {\displaystyle C} (vedi figura 16) sarebbe sufficiente unire i punti {\displaystyle C} e {\displaystyle B} con un segmento, prolungandolo fino ad {\displaystyle F.} Nella Geometria del Compasso di Mascheroni occorre invece:
- con centro in {\displaystyle B} e raggio {\displaystyle BO,} e con centro in {\displaystyle C} e raggio {\displaystyle CO,} tracciare due archi la cui intersezione determina il punto {\displaystyle D;}
- con centro in {\displaystyle D} e raggio {\displaystyle DE\cong OA} tracciare la circonferenza {\displaystyle EFG;}
- i punti {\displaystyle F} e {\displaystyle G} di intersezione fra le due circonferenze sono i punti cercati.

Nota: se le due circonferenze non si intersecano fra loro significa che la retta {\displaystyle BC} non taglia la circonferenza originale; se si toccano in un solo punto, la retta {\displaystyle BC} ne è tangente.
È evidente che i punti {\displaystyle F} e {\displaystyle G} appartengono alla circonferenza originale. Occorre dimostrare che essi appartengono anche alla retta {\displaystyle BC}:
- per costruzione il quadrilatero {\displaystyle BOCD} è un aquilone, le cui diagonali si incrociano ortogonalmente e la {\displaystyle BC} divide in parti congruenti la {\displaystyle OD} in {\displaystyle H;}
- il quadrilatero {\displaystyle OGDF} è un rombo (caso particolare di aquilone), le cui diagonali si incrociano ortogonalmente dividendosi in parti congruenti in {\displaystyle H;}
- i punti {\displaystyle B} e {\displaystyle C,} ed {\displaystyle F} e {\displaystyle G,} appartengono a due segmenti entrambi ortogonali ad {\displaystyle OD} e passanti per il suo punto mediano {\displaystyle H;}
- i punti {\displaystyle F} e {\displaystyle G} appartengono quindi alla stessa retta del segmento dato {\displaystyle BC.}

### Intersezione fra due rette

Fig. 17: trovare l'intersezione fra due segmenti

Dati due segmenti definiti dai punti {\displaystyle A} e {\displaystyle B,} {\displaystyle C} e {\displaystyle D} (vedi figura 17), la determinazione del punto {\displaystyle H} della loro intersezione con il solo uso del compasso richiede i seguenti passaggi:
- con centro in {\displaystyle A} e raggio {\displaystyle AC,} e con centro in {\displaystyle B} e raggio {\displaystyle BC,} tracciare due archi che si intersecano nel punto {\displaystyle E;}
- con centro in {\displaystyle A} e raggio {\displaystyle AD,} e con centro in {\displaystyle B} e raggio {\displaystyle BD,} tracciare due archi che si intersecano nel punto {\displaystyle F;}
- tracciare due archi con centro in E e raggio {\displaystyle CD,} e con centro in {\displaystyle D} e raggio {\displaystyle CE,} che si intersecano nel punto {\displaystyle G;}
- per determinare il punto {\displaystyle H} occorre trovare il punto di intersezione fra due archi centrati in {\displaystyle E} e {\displaystyle C,} con raggio {\displaystyle EH\cong CH} di lunghezza tale da rispettare la proporzione {\displaystyle {\overline {GF}}:{\overline {FE}}={\overline {CE}}:{\overline {EH}}} (la ricerca di tale lunghezza è descritta nel prossimo paragrafo).

È semplice provare (quindi ometteremo i relativi dettagli) che:
- il segmento {\displaystyle EF} è simmetrico di {\displaystyle CD} rispetto al segmento {\displaystyle AB;}
- i segmenti {\displaystyle CE} e {\displaystyle DF} sono entrambi perpendicolari ad {\displaystyle AB,} quindi sono paralleli fra loro;
- il punto {\displaystyle H} cercato (intersezione fra {\displaystyle AB} e {\displaystyle DC}) è anche il punto di intersezione fra i segmenti {\displaystyle CD} ed {\displaystyle EF.}

Di conseguenza:
- avendo l'angolo {\displaystyle H} in comune, e le basi {\displaystyle EC} ed {\displaystyle FD} parallele, i triangoli {\displaystyle EHC} e {\displaystyle FHD} hanno gli angoli congruenti, dunque sono simili[20];
- essendo per costruzione i segmenti {\displaystyle CE\cong DG} e {\displaystyle CD\cong EG,} il quadrilatero {\displaystyle CEGD} è un parallelogramma[17], i segmenti {\displaystyle HD} ed {\displaystyle EG} sono paralleli;
- tagliati i due segmenti suddetti dalla trasversale {\displaystyle HF,} gli angoli {\displaystyle FEG} e {\displaystyle FHD} sono congruenti[23];
- avendo gli angoli suddetti congruenti, e l'angolo in {\displaystyle F} in comune, anche i triangoli {\displaystyle FEG} e {\displaystyle FHD} sono simili;
- essendo, per la proprietà transitiva, simili fra loro i triangoli {\displaystyle FEG} ed {\displaystyle EHC,} vale appunto la proporzione {\displaystyle {\overline {GF}}:{\overline {FE}}={\overline {CE}}:{\overline {EH}}.}

#### Trovare la quarta proporzionale a tre distanze date

Fig. 18: trovare la quarta proporzionale a tre distanze date

Dati 3 segmenti {\displaystyle AB,} {\displaystyle CD} ed {\displaystyle EF} (vedi figura 18), per trovare un quarto segmento RS tale che {\displaystyle {\overline {AB}}:{\overline {CD}}={\overline {EF}}:{\overline {RS}}} (procedimento necessario al completamento della determinazione del punto di intersezione di due segmenti, vedi punto precedente) occorre:
- con un centro arbitrario, tracciare due circonferenze di raggio {\displaystyle OP\cong AB} e {\displaystyle OR\cong CD;}
- scelto un punto arbitrario {\displaystyle P} sulla prima circonferenza, puntare il compasso con apertura {\displaystyle EF} in modo da determinare il punto {\displaystyle Q} sulla stessa;
- con apertura arbitraria tracciare due archi puntando il compasso in {\displaystyle P} e {\displaystyle Q,} in modo da determinare i punti {\displaystyle R} ed {\displaystyle S} sulla seconda circonferenza;
- il segmento {\displaystyle RS} avrà la lunghezza cercata.

Infatti:
- per costruzione, i triangoli {\displaystyle OPR} e {\displaystyle OQS} sono congruenti; quindi i loro angoli in {\displaystyle O} sono congruenti[21];
- se a tali angoli in {\displaystyle O} si aggiunge l'angolo {\displaystyle POS,} si trovano due angoli {\displaystyle ROS} e {\displaystyle POQ,} anch'essi congruenti fra loro;
- i triangoli {\displaystyle ROS} e {\displaystyle POQ,} essendo entrambi isosceli e avendo congruente l'angolo compreso fra i loro lati congruenti, sono simili[24];
- è verificata quindi la proporzione {\displaystyle {\overline {OP}}:{\overline {OR}}={\overline {PQ}}:{\overline {RS}};}
- sostituendo {\displaystyle AB} ad {\displaystyle OP,} {\displaystyle CD} ad {\displaystyle OR,} e {\displaystyle EF} ad {\displaystyle PQ,} si ottiene la proporzione cercata {\displaystyle {\overline {AB}}:{\overline {CD}}={\overline {EF}}:{\overline {RS}}.}

Nota: se il segmento {\displaystyle EF} fosse maggiore del doppio di AB, il segmento {\displaystyle PQ\cong EF} non potrebbe essere tracciato come corda sulla circonferenza di raggio {\displaystyle OP\cong AB.} In questo caso sarebbe necessario prima raddoppiare (o triplicare, quadruplicare, ...) i segmenti {\displaystyle AB} e {\displaystyle CD} per ottenere il risultato desiderato.

## Ricerca del centro di una circonferenza
Per trovare il centro di una circonferenza, Euclide suggerisce di:
- tracciare una corda qualsiasi;
- tracciare l'asse della corda;
- bisecare il segmento ottenuto dall'intersezione fra l'asse e la circonferenza.

Un metodo alternativo consiste nel tracciare due corde e trovare l'intersezione dei loro assi; se le corde hanno un punto in comune, il problema si riduce alla determinazione del centro del cerchio circoscritto a un triangolo:
- tracciare due corde;
- tracciarne gli assi;
- determinare il punto d'intersezione degli assi, che coincide con il centro cercato della circonferenza.

Questo metodo alternativo può essere trasformato in modo da utilizzare i metodi già visti di Mascheroni:
- individuare i punti che definiscono due corde;
- trovare due coppie di punti che definiscono gli assi delle corde;
- determinare il punto di intersezione fra i due assi.

In effetti questo sistema viene utilizzato da Mascheroni proprio per determinare il centro di un cerchio che passi per tre punti dati. La presenza del cerchio già disegnato consente però di conoscere il luogo di tutti i punti che appartengono alla sua circonferenza, il che consente di adottare sistemi più semplici di quello appena descritto. 

### Metodo di Mascheroni

Fig. 19: trovare il centro di una circonferenza

Dato un cerchio ABM (vedi figura 19), il metodo proposto da Mascheroni per determinarne il centro è il seguente:
- fatto centro in qualche punto {\displaystyle A} della circonferenza del cerchio dato, con un raggio arbitrario[27] {\displaystyle AB,} tracciare l'arco {\displaystyle BCDE} che interseca la circonferenza data nel punto {\displaystyle M;}
- riportare sullo stesso arco, per tre volte, la distanza {\displaystyle {\overline {AB}}} da {\displaystyle B} a {\displaystyle C,} da {\displaystyle C} a {\displaystyle D} e da {\displaystyle D} a {\displaystyle E}: {\displaystyle BAE} è quindi il diametro dell'arco tracciato;
- con centri in {\displaystyle E} ed {\displaystyle A,} e con raggio {\displaystyle EM,} tracciare due archi che si intersecano in {\displaystyle L;}
- con centro in {\displaystyle L} e raggio {\displaystyle LA\cong LE} tracciare l'arco {\displaystyle EAQ} che interseca l'arco {\displaystyle BME} in {\displaystyle Q;}
- {\displaystyle BQ} è il raggio cercato della circonferenza: tracciare quindi due archi con tale raggio puntando il compasso in {\displaystyle A} e {\displaystyle B} per trovare {\displaystyle O,} che è il centro del cerchio dato.

Vista l'esistenza di un metodo più semplice per trovare il centro della circonferenza (vedi paragrafo successivo), qui riportiamo solo i punti essenziali della dimostrazione:
- i triangoli {\displaystyle LEA} e {\displaystyle LAQ} sono congruenti;
- i triangoli {\displaystyle LAQ} e {\displaystyle ABQ} sono simili;
- i triangoli {\displaystyle MAE} e {\displaystyle AOB} sono simili;
- i triangoli {\displaystyle AOB} e {\displaystyle OAM} sono congruenti;
- i segmenti {\displaystyle OM} e {\displaystyle AO\cong BO} (congruenti fra loro per costruzione) sono tutti congruenti, quindi {\displaystyle O} è il centro cercato della circonferenza[28].

### Metodo alternativo

Fig. 20: metodo alternativo per trovare il centro di una circonferenza

Esiste un metodo alternativo, un po' più semplice sia nella costruzione che nella dimostrazione, per trovare il centro della circonferenza. 
Sia data (figura 20) la circonferenza {\displaystyle ACBD} di cui si vuole trovare il centro. Bisogna:
- tracciare un primo arco {\displaystyle FCDG} con centro in {\displaystyle A} e raggio arbitrario, che tagli la circonferenza nei punti {\displaystyle C} e {\displaystyle D;}
- con centro in {\displaystyle C} e {\displaystyle D} tracciare due archi di raggio {\displaystyle CA\cong DA,} che si intersecano nel punto {\displaystyle E;}
- con raggio {\displaystyle EA} e centro in {\displaystyle E} tracciare la circonferenza AFHG, che interseca il primo arco nei punti {\displaystyle F} e {\displaystyle G;}
- con centro nei punti {\displaystyle F} e {\displaystyle G} e raggio {\displaystyle FA\cong GA} tracciare due archi che si intersecano nel punto {\displaystyle O}: è questo il centro cercato.

Per seguire la dimostrazione occorre immaginare tracciati (anche se non necessari alla costruzione) i punti:
- {\displaystyle K,} proiezione di {\displaystyle C} sul segmento {\displaystyle AB;}
- {\displaystyle J,} proiezione di {\displaystyle F} sul segmento {\displaystyle AO;}
- {\displaystyle H,} secondo estremo del diametro della circonferenza centrata in {\displaystyle E} e di raggio {\displaystyle EA.}

Nella spiegazione che segue omettiamo, per brevità, di dimostrare che i punti {\displaystyle A,} {\displaystyle J,} {\displaystyle K,} {\displaystyle O,} {\displaystyle E,} {\displaystyle B} ed {\displaystyle H} appartengono tutti al diametro suddetto:
- il triangolo {\displaystyle ACB} è inscritto in una semicirconferenza, quindi è rettangolo[19] in C. Vale la proporzione[30]:

{\displaystyle {\overline {AK}}:{\overline {AC}}={\overline {AC}}:{\overline {AB}}}
da cui si ricava
{\displaystyle {\overline {AC}}^{2}={\overline {AK}}\cdot {\overline {AB}};}
- anche il triangolo {\displaystyle AFH} è inscritto in una semicirconferenza, quindi è rettangolo in {\displaystyle F.} Applicando lo stesso metodo si ottiene:

{\displaystyle {\overline {AF}}^{2}={\overline {AJ}}\cdot {\overline {AH}};}
- essendo {\displaystyle AC} ed {\displaystyle AF} congruenti per costruzione, si possono eguagliare i membri destri delle due proporzioni:

{\displaystyle {\overline {AK}}\cdot {\overline {AB}}={\overline {AJ}}\cdot {\overline {AH}};}
- per costruzione, il punto {\displaystyle K} è medio fra {\displaystyle A} ed {\displaystyle E;} ed {\displaystyle E} è il centro della circonferenza con diametro {\displaystyle AH}: {\displaystyle AH} è quindi il doppio di {\displaystyle AE} e il quadruplo di {\displaystyle AK}

{\displaystyle {\overline {AK}}\cdot {\overline {AB}}=4\cdot {\overline {AJ}}\cdot {\overline {AK}};}
- dividendo entrambi i membri per {\displaystyle AK} si ottiene:

{\displaystyle {\overline {AB}}=4\cdot {\overline {AJ}};}
- dunque {\displaystyle AB} è il diametro della circonferenza di cui si cerca il centro e {\displaystyle AJ} la sua quarta parte, ossia metà del raggio. I due archi {\displaystyle AO} determinano il segmento {\displaystyle AO,} doppio di {\displaystyle AJ}: ecco che {\displaystyle AO} è il raggio della circonferenza e {\displaystyle O} il suo centro.

## Determinazione delle radici quadrate
Dato un segmento di lunghezza unitaria {\displaystyle AO,} per determinare segmenti di lunghezza proporzionale alle radici quadrate da 2 a 10 Mascheroni propone una costruzione (figura 21) che richiede l'uso di solo tre compassi ad apertura fissa (o di un compasso regolabile, da usare con tre sole aperture):
- apertura pari al raggio unitario (circonferenza ed archi indicati in colore rosso);
- apertura proporzionale a {\displaystyle {\sqrt {2}}} volte il raggio unitario (arco in colore ciano);

Fig. 21: determinazione delle radici quadrate da 2 a 10

- apertura proporzionale a {\displaystyle {\sqrt {3}}} volte il raggio unitario (archi in colore verde).

Dato quindi un segmento {\displaystyle AO} di lunghezza unitaria, occorre:
- con centro in {\displaystyle O} e raggio {\displaystyle OA} tracciare la circonferenza {\displaystyle ABCDEF;}
- con la stessa apertura, partendo da {\displaystyle A,} determinare i rimanenti vertici dell'esagono inscritto {\displaystyle BCDEF;}
- con raggio {\displaystyle AC\cong BD} e centri in {\displaystyle A} e {\displaystyle D} tracciare due archi che si intersecano nei punti {\displaystyle G} e {\displaystyle J;}
- con lo stesso raggio e con centri in {\displaystyle C} ed {\displaystyle E,} tracciare due archi che si intersecano in {\displaystyle K;}
- con raggio {\displaystyle OG} e centro in {\displaystyle D} tracciare l'arco che interseca la circonferenza nei punti {\displaystyle H} ed {\displaystyle I;}
- con apertura pari al raggio {\displaystyle OA} della circonferenza e centri in {\displaystyle A} e {\displaystyle H} tracciare due archi che si intersecano in {\displaystyle L.}

In questo schema sono riportati alcuni punti già identificati precedentemente, nelle costruzioni relative divisione della circonferenza:
- {\displaystyle ABCDEF} sono i vertici dell'esagono regolare inscritto nella circonferenza;
- {\displaystyle ACE} e {\displaystyle DFB} sono i vertici di due triangoli equilateri inscritti;
- {\displaystyle AHDI} sono i vertici del quadrato inscritto nella circonferenza.

Inoltre:
- {\displaystyle ALHO} sono i vertici del quadrato costruito sul raggio {\displaystyle AO;}
- {\displaystyle G} e {\displaystyle J} si trovano sulla retta perpendicolare al diametro {\displaystyle AD,} passante per {\displaystyle O,} a distanza {\displaystyle {\sqrt {2}}} da {\displaystyle O;}
- {\displaystyle K} è, per costruzione, simmetrico di {\displaystyle A} rispetto alla congiungente di {\displaystyle C} ed {\displaystyle E;} quindi {\displaystyle {\overline {AK}}} è tre volte {\displaystyle {\overline {AO}};}
- {\displaystyle P} (non necessario alla costruzione, è indicato solo per rendere più comprensibile la spiegazione che segue) è il piede dell'altezza dei triangolo equilatero AOF costruito sul raggio {\displaystyle AO.}

La tabella che segue illustra le lunghezze così determinate:
| Radicando          | Segmento                                          | Lunghezza |
| ------------------ | ------------------------------------------------- | --- |
| {\displaystyle 1}  | {\displaystyle {\overline {AO}}}                  | {\displaystyle 1} |
| {\displaystyle 2}  | {\displaystyle {\overline {OG}},{\overline {OL}}} | {\displaystyle {\sqrt {{\overline {DG}}\,^{2}-{\overline {DO}}\,^{2}}}={\sqrt {\left({\sqrt {3}}\right)^{2}-1^{2}}}={\sqrt {3-1}}={\sqrt {2}}}                                                                                         |
| {\displaystyle 3}  | {\displaystyle {\overline {DF}},{\overline {DG}}} | {\displaystyle {\sqrt {{\overline {FP}}\,^{2}+{\overline {PD}}\,^{2}}}={\sqrt {\left({\frac {\sqrt {3}}{2}}\right)^{2}+\left({\frac {3}{2}}\right)^{2}}}={\sqrt {{\frac {3}{4}}+{\frac {9}{4}}}}={\sqrt {\frac {12}{4}}}={\sqrt {3}}}  |
| {\displaystyle 4}  | {\displaystyle {\overline {AD}}}                  | {\displaystyle {\overline {AO}}+{\overline {OD}}=1+1=2} |
| {\displaystyle 5}  | {\displaystyle {\overline {LD}}}                  | {\displaystyle {\sqrt {{\overline {LA}}\,^{2}+{\overline {AD}}\,^{2}}}={\sqrt {1^{2}+2^{2}}}={\sqrt {1+4}}={\sqrt {5}}} |
| {\displaystyle 6}  | {\displaystyle {\overline {GK}}}                  | {\displaystyle {\sqrt {{\overline {GO}}\,^{2}+{\overline {OK}}\,^{2}}}={\sqrt {\left({\sqrt {2}}\right)^{2}+2^{2}}}={\sqrt {2+4}}={\sqrt {6}}}                                                                                         |
| {\displaystyle 7}  | {\displaystyle {\overline {FK}}}                  | {\displaystyle {\sqrt {{\overline {FP}}\,^{2}+{\overline {PK}}\,^{2}}}={\sqrt {\left({\frac {\sqrt {3}}{2}}\right)^{2}+\left({\frac {5}{2}}\right)^{2}}}={\sqrt {{\frac {3}{4}}+{\frac {25}{4}}}}={\sqrt {\frac {28}{4}}}={\sqrt {7}}} |
| {\displaystyle 8}  | {\displaystyle {\overline {GJ}}}                  | {\displaystyle {\overline {GO}}+{\overline {OJ}}={\sqrt {2}}+{\sqrt {2}}=2{\sqrt {2}}={\sqrt {4\cdot 2}}={\sqrt {8}}} |
| {\displaystyle 9}  | {\displaystyle {\overline {AK}}}                  | {\displaystyle {\overline {AO}}+{\overline {OD}}+{\overline {DK}}=1+1+1=3} |
| {\displaystyle 10} | {\displaystyle {\overline {LK}}}                  | {\displaystyle {\sqrt {{\overline {LA}}\,^{2}+{\overline {AK}}\,^{2}}}={\sqrt {1^{2}+3^{2}}}={\sqrt {1+9}}={\sqrt {10}}} |

Fig. 22: determinazione delle radici quadrate da 11 a 15

Le radici quadrate di numeri superiori a 10 richiedono un passaggio in più. Per determinare segmenti di lunghezza compresa fra {\displaystyle {\sqrt {11}}} e {\displaystyle {\sqrt {15}}} il metodo proposto da Mascheroni è indicato in figura 22:
- si tracci una semicirconferenza {\displaystyle AB} di diametro pari a quattro volte il raggio {\displaystyle AO} usato nella costruzione precedente: tale segmento sarà l'ipotenusa di qualsiasi triangolo rettangolo venga inscritto nella circonferenza;
- si riportino sulla circonferenza, a partire da {\displaystyle A,} lunghezze uguali a quelle già trovate con la costruzione precedente: i segmenti trovati (indicati in rosso) rappresentato il primo cateto di ciascun triangolo rettagonolo;
- il secondo cateto di ciascun triangolo (indicato in blu) ha una lunghezza che può essere calcolata grazie al teorema di Pitagora. Ad esempio:

{\displaystyle {\sqrt {14}}={\sqrt {4^{2}-\left({\sqrt {2}}\right)^{2}}}={\sqrt {16-2}}.}
Con lo stesso metodo si possono trovare:
- le radici dei numeri compresi fra 17 e 24 (triangolo rettangolo con ipotenusa lunga 5, e cateti compresi fra {\displaystyle {\sqrt {8}}} e {\displaystyle {\sqrt {1}}});
- le radici dei numeri compresi fra 26 e 35 (triangolo rettangolo con ipotenusa lunga 6, e cateti compresi fra {\displaystyle {\sqrt {10}}} e {\displaystyle {\sqrt {1}}});

Radici quadrate di numeri maggiori richiedono ulteriori passaggi per cui, in semicirconferenze di diametri di lunghezza superiore a 6, si inscrivano i triangoli rettangoli dei il quali un cateto abbia lunghezza pari a una delle radici precedentemente determinate.

## Costruzioni approssimate
L'ultimo capitolo de La Geometria del compasso è dedicato a costruzioni approssimate: si tratta di quelle costruzioni, come l'estrazione della radice cubica di 2, che non possono essere realizzate in modo esatto con l'uso solo della riga e del compasso (o meglio, del solo compasso). Mascheroni cerca di ottenere la massima precisione possibile per ottenere, fra gli altri, i seguenti risultati:
| Valore cercato                                                              | Errore      |
| --------------------------------------------------------------------------- | ----------- |
| Angolo di 0,25° (15 primi)                                                  | < 0,000005° |
| Radiante                                                                    | < 0,0006°   |
| Lato di un quadrato di area pari a un cerchio dato (quadratura del cerchio) | ~ 0,02%     |
| Spigolo di un cubo di volume pari a una sfera data                          | ~ 0,03%     |
| Raggio di una sfera di volume pari a un cubo dato                           | ~ 0,08%     |
| Radice cubica di 2 (duplicazione del cubo)                                  | ~ 0,07%     |

## Conclusione
Le costruzioni di Mascheroni presentate nei paragrafi precedenti sono solo una piccola parte della sua opera. Ricordiamo che il suo libro non è stato scritto solo per scopi teorici, ma voleva anche rappresentare un manuale di disegno rivolto a coloro che avevano bisogno di ottenere risultati pratici di alta precisione. Scrive infatti, a conclusione del suo libro:
« E qui sia fine ormai a questa Geometria del Compasso, che se non dispiacerà ai Geometri, e se potrà in qualche modo servire agli Artisti, ai Disegnatori, e specialmente ai Divisori de' cerchi per gli usi Geografici ed Astronomici; io mi troverò della lunga noia divorata nel comporla abbastanza ricompensato. »